# Гран-при Лагуна
Гран-при Лагуна (англ. Grand Prix Laguna или англ. Grand Prix Laguna Poreč) — шоссейная однодневная велогонка, с 2015 года ежегодно проводящаяся в хорватском регионе Истрия в окрестностях города Пореч. Входит в календарь UCI Europe Tour под категорией 1.2.

## Призёры
| Год  | Победитель      | Второй        | Третий          |
| ---- | --------------- | ------------- | --------------- |
| 2015 | Михаэль Гогль   | Сейд Лицде    | Симоне Петилли  |
| 2016 | Филиппо Ганна   | Давид Пер     | Домен Новак     |
| 2017 | Андреа Тониатти | Паоло Тото    | Штефан Рабич    |
| 2018 | Паоло Тото      | Лукас Шлеммер | Андреа Тониатти |